# Жаба (річка, притока Црної)
Жаба (мак. Жаба) — річка в Південно-Західній Македонії, ліва притока Црної Реки. Передбачається, що річкові води можуть служити джерелом для виробництва електроенергії.

## Течія
Русло річки починається на Бушевій Планині, на північний захід від Крушево, де вона бере початок з кількох джерел на висоті близько 1600 м. По своєму руслу проходить через села Арилево (де відома під назвою Шапка) і Дольно Дів'яці. Біля села Дольно Дів'яці з лівого боку впадає річка Распатє (Горноливадська Река). Впадає в Црну Реку з лівого боку, над селом Прибільці, на висоті 638 м.

## Гідрографія
Жаба має довжину 21 км, а загальна площа басейну річки становить 92,82 км2. Висота на початку течії становить близько 1600 м, а при впадінні в Црну Реку — 638 м, тому відносний перепад становить 23,7‰. Середня витрата річки становить 366 л/сек.

## Енергетика
Вздовж русла річки планується будівництво малої гідроелектростанції встановленою потужністю 380 кВт.

## Галерея

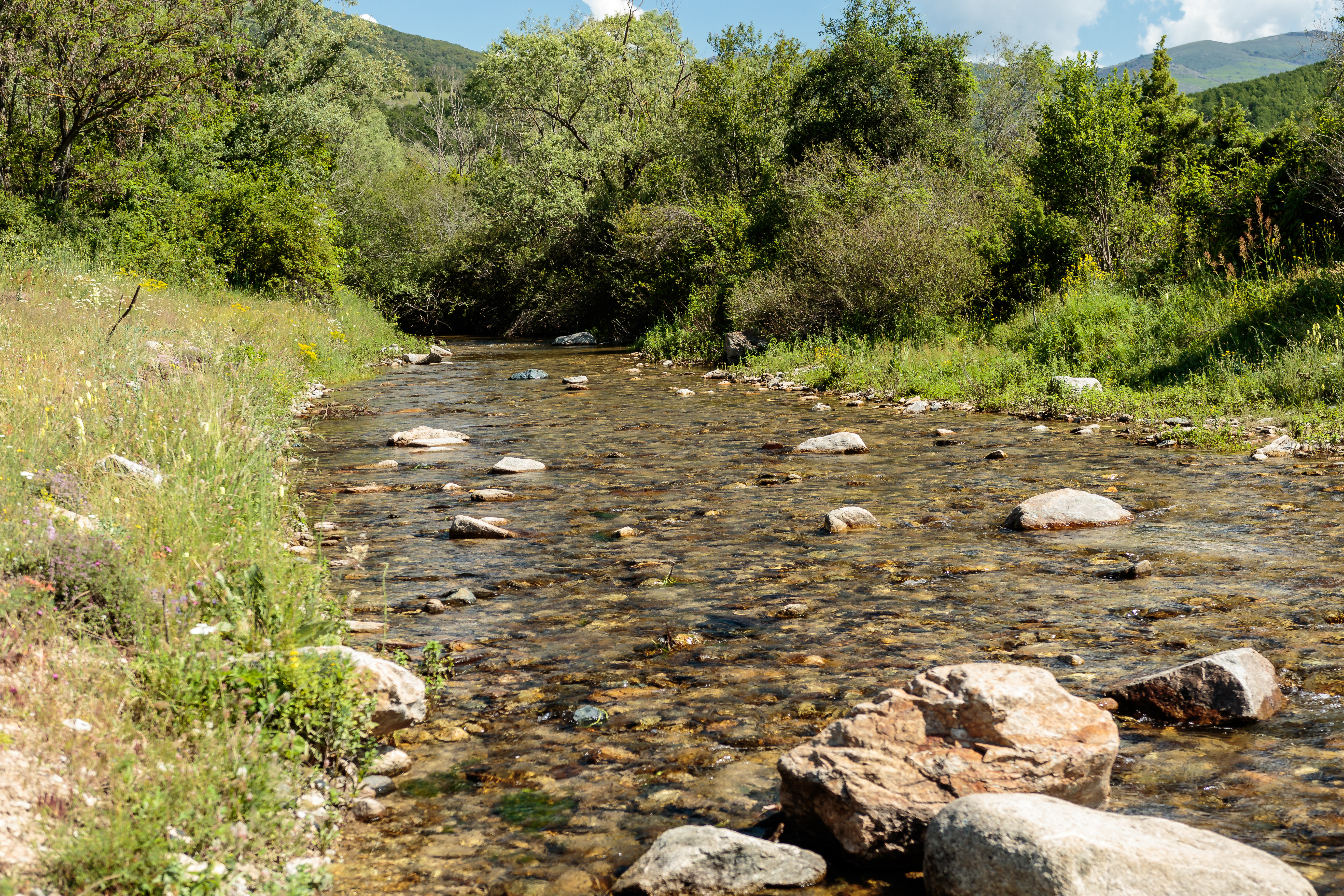
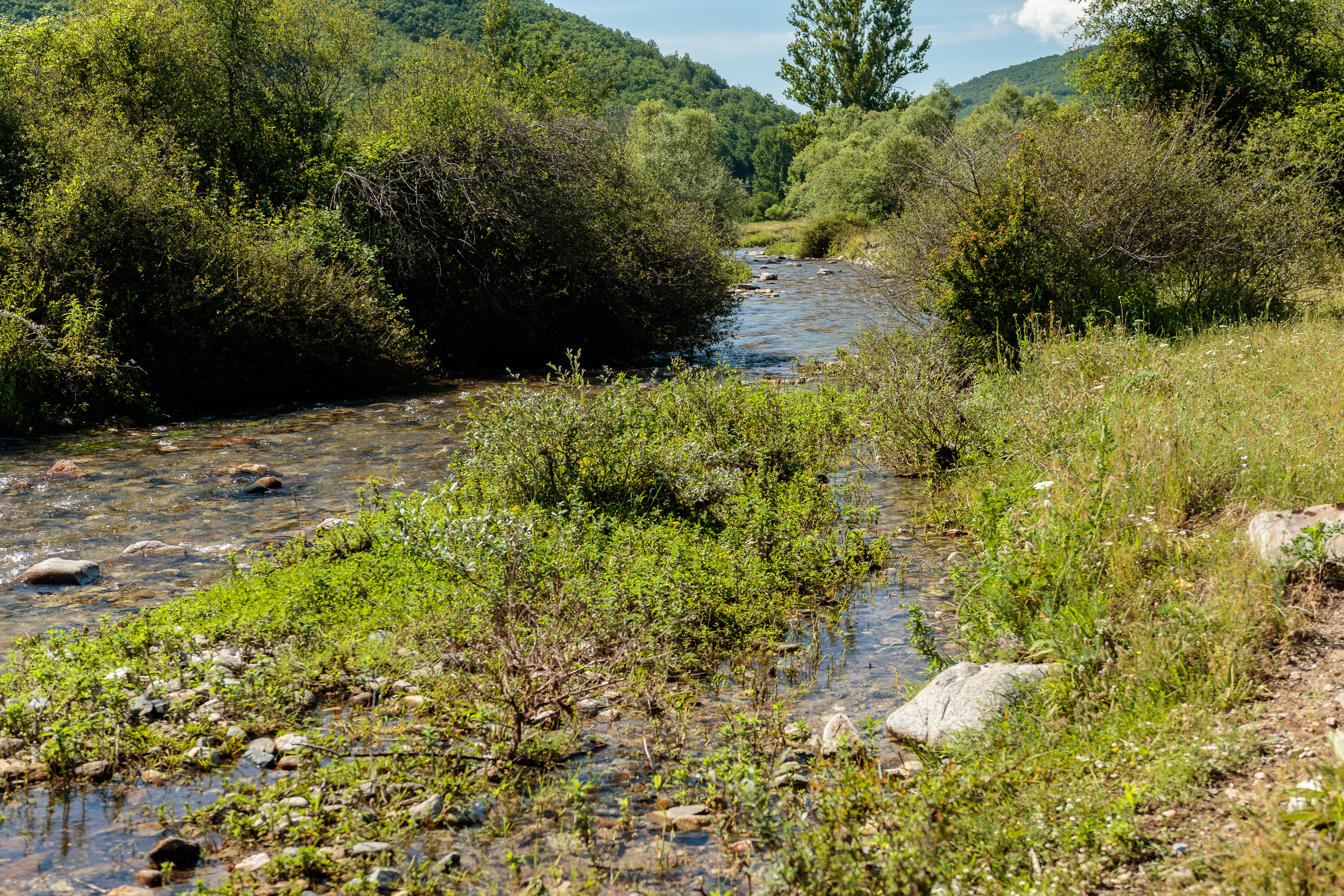
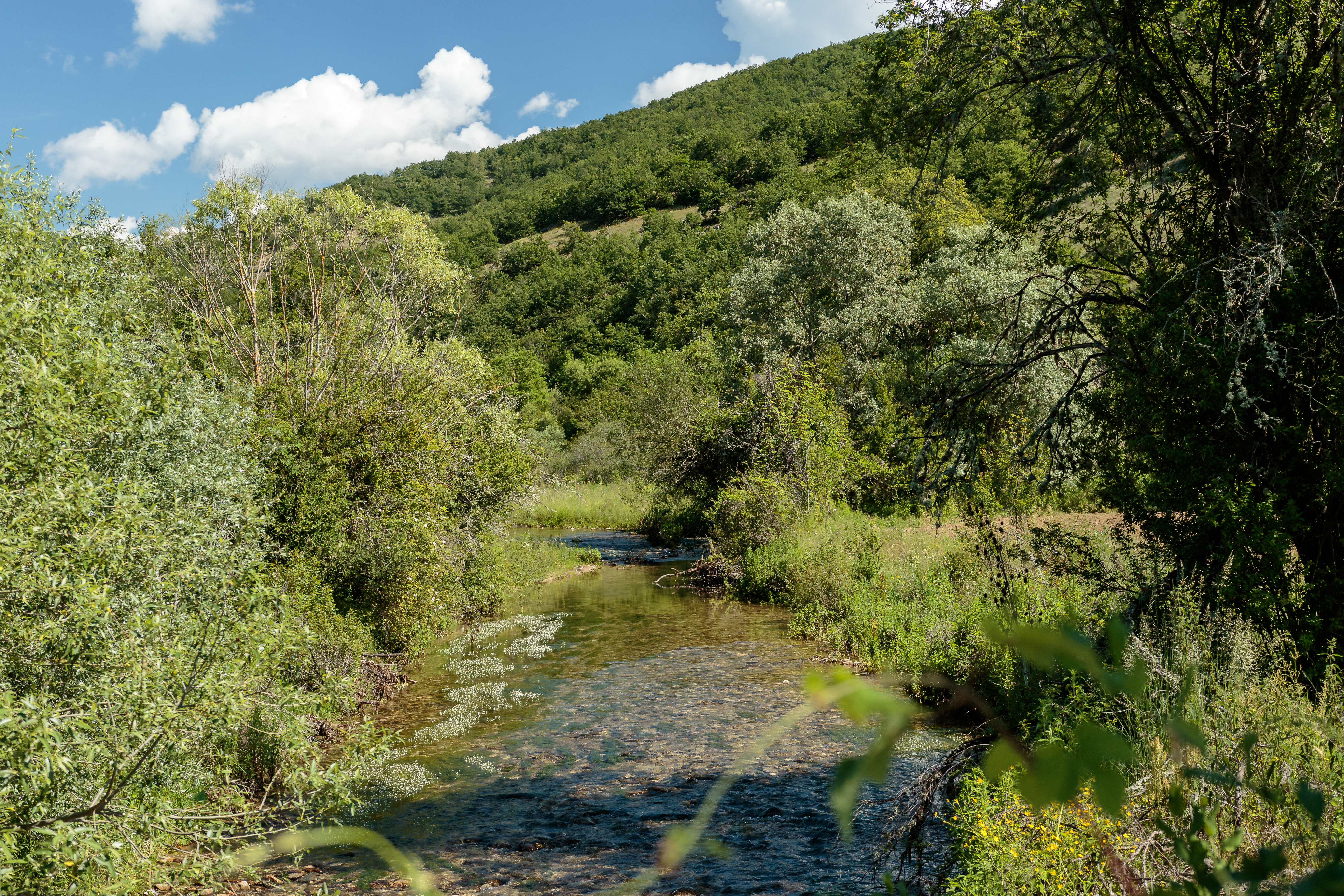